# Kućice (Hadžići, BiH)
Kućice su naseljeno mjesto u sastavu općine Hadžići, Federacija Bosne i Hercegovine, BiH.